# Tratado Franco-Siamês de 1907

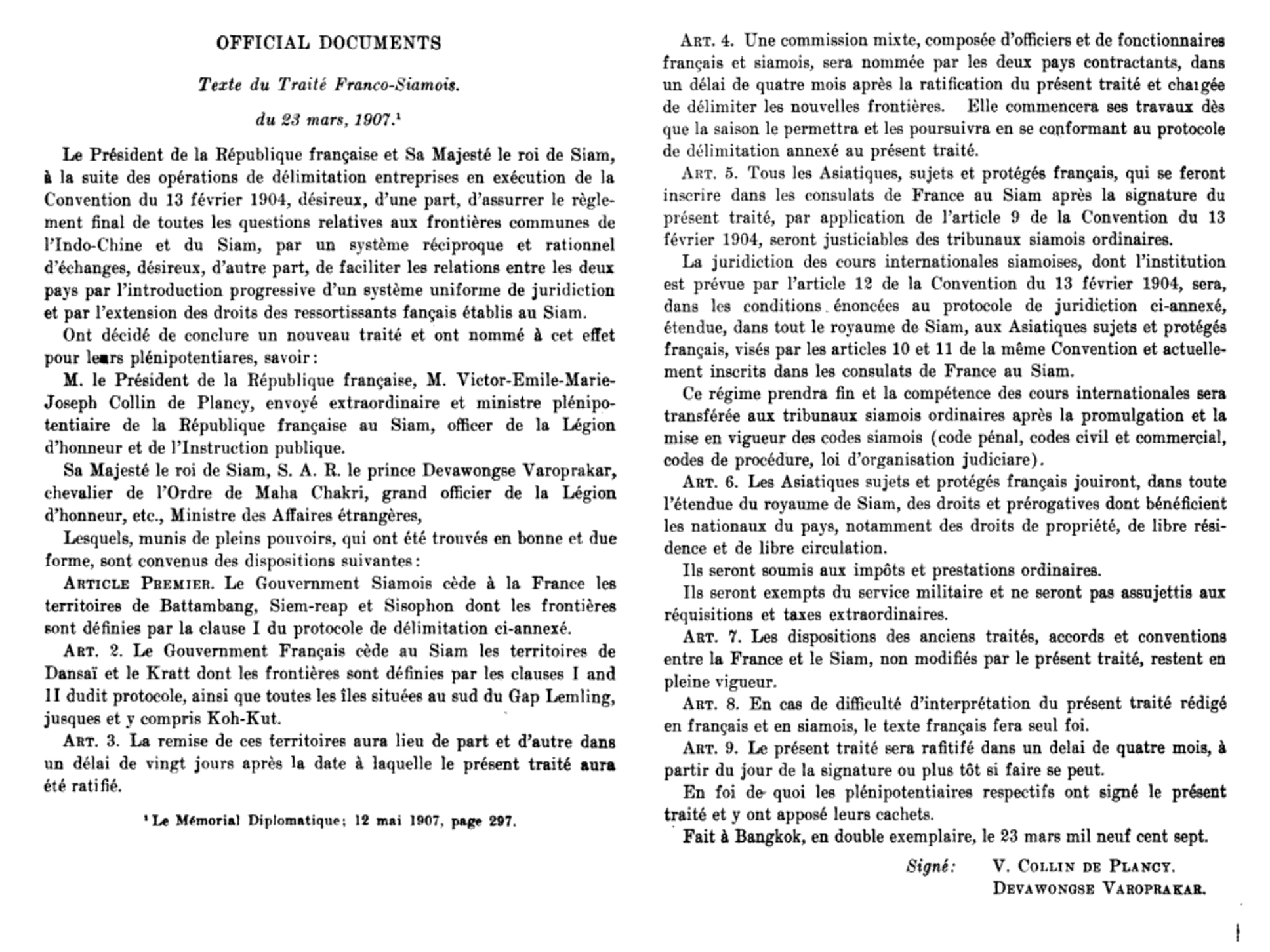
O texto do tratado (versão francesa)

O Tratado Franco-Siamês de 1907 foi um acordo entre a Terceira República Francesa e o Reino de Rattanakosin (ou Sião; atual Tailândia), no qual Sião concordou em ceder os territórios do Camboja Interior (incluindo Battambang, Siem Reap e Sisophon), enquanto a França concordou em se retirar de Trat e Dan Sai. Importante ressaltar que o tratado também pôs fim à extraterritorialidade francesa sobre seus súditos asiáticos no Sião e previu a demarcação da fronteira entre o Sião e as possessões coloniais da França na Indochina Francesa.
O tratado foi assinado em Bangkok em 23 de março de 1907 pelo ministro francês Victor Collin de Plancy e pelo príncipe Devawongse, ministro das Relações Exteriores do Sião. O tratado, que reuniu a antiga capital Khmer, Angkor, com o restante do Camboja, abordou questões pendentes após o tratado anterior de 1904, à luz dos desenvolvimentos políticos internacionais após a Entente Cordiale entre a França e o Reino Unido. Foi o acordo territorial final entre Sião e a França colonial, resolvendo o conflito iniciado com a crise franco-siamesa de 1893 e definindo em grande parte as fronteiras modernas da Tailândia com o Camboja e o Laos. No entanto, a demarcação da fronteira em si produziu mapas que se desviavam do texto do tratado em certas áreas — especialmente ao redor do Templo de Preah Vihear —, levando à disputa fronteiriça entre o Camboja e a Tailândia, que perdura até o século XXI.